# 虬江码头
虬江码头是位於中華人民共和國上海市楊浦區的一個碼頭，具體位置位於虬江汇入黄浦江的河口以及军工路东侧。

## 建造
1929年，国民政府提出大上海计划，就決定在楊浦修建一个新码头。1931年12月，国民政府选择在虬江汇入黄浦江的河口處建立虬江码头，建设计划分为三期，共計十四年。受一二八事件影響，碼頭工程延期。1935年5月正式開工。1937年淞沪会战爆发時，虬江码头第一期已经完成，第二期在建设中。當時虬江码头已經是國民革命軍在上海的最大的军用码头。

## 淞滬會戰
1937年9月5日夜，黄浦江上的日军驱逐舰开始炮击虬江码头。一小时后，步兵第18联队第九中队长中村清吉指挥的200余日军在虬江码头附近登陆。他們遭到國民革命軍第61师366团的抵抗，中村清吉陣亡，200多名日軍全軍覆沒。日军又發動第二次登陆，最終攻佔虬江码头。
9月6日黄昏，國民革命軍342团2营在孙进贤营长的率领下試圖奪回虬江码头，但未能收复，只使得日军放弃在虬江码头西北的几个前进阵地。9月8日晚上，342团100余人軍隊坐小船从黄浦江上攻击虬江码头。岸上的國民革命軍也對日军发起攻击。虬江码头附近的日军补给品仓库被國民革命軍点燃。守衛虬江码头的150名日军辎重兵全部陣亡。步兵第18联队第三大队长饭田七郎率領40多名軍人支援碼頭，結果遇到342团，包括饭田七郎在內的40多人全部陣亡。9日清晨，前來支援的日军海军陆战队抵達虬江码头。日军佔領虬江碼頭後改名饭田码头。中國抗日戰爭結束后恢复虬江码头旧称。

## 後續
1948年底，虬江码头划作海军码头。中華人民共和國建国后虬江碼頭为中国人民解放军军港。